# Festival Jeden Svět

Le Festival Jeden Svět (signifiant Un monde en tchèque ; aussi appelé par sa dénomination anglaise One World Festival) est un festival de films documentaires sur les droits de l'homme qui se tient tous les ans à Prague. Ce festival, organisé par l'ONG People In Need, se distingue par sa programmation axée sur des thématiques sociales, politiques, environnementales et humanitaires, et par son engagement pour l’éducation aux droits humains.

## Historique
Créé en 1999 par le journaliste et militant Igor Blaževič et l'ONG People in Need, le festival a pour objectif de sensibiliser le public aux enjeux sociaux, politiques et environnementaux à travers une sélection de films documentaires. Le festival devient rapidement un rendez-vous important pour la promotion des droits de l'homme en République Tchèque ainsi qu'à l'international, et a été reconnu par l'UNESCO en 2006 pour sa contribution à l'éducation aux droits de l'homme.
Le festival fait partie du Human Rights Film Network, un réseau internationale réunissant une quarantaine de festivals indépendants sur le thème des droits humains.
Le festival est organisé, depuis ses débuts, par l'ONG People in Need et est dirigé depuis 2017 par Ondřej Kamenický.

## Programmation et déroulement

### Programmation
Chaque édition du festival propose une sélection d'environ 120 films dans diverses catégories thématiques, en compétition ou hors-compétition, qui traitent de sujets variés tels que les droits de l'homme, les enjeux environnementaux ou encore les questions sociales et politiques. En parallèle de ces projections, le festival propose et anime des séances de débats et de rencontres avec des réalisateurs, des experts et des activistes.
Depuis 2014, le festival devient le premier festival de République Tchèque à proposer une compétition spécialement consacrée au cinéma immersif, qui comprend à chaque édition une dizaine de films sélectionnés.
Initialement consacré au film documentaire, le festival admet désormais dans sa sélection des courts-métrages et longs-métrages de fiction.

### Compétitions et récompenses
Le festival décerne plusieurs distinctions pour les films en compétitions :
- Prix du Jury international du meilleur film en compétition internationale ;
- Prix du Jury international de la mise en scène pour les films en compétition internationale ;
- Prix du Jury pour les films en compétition cinéma immersif ;
- Prix du public ;
- Prix du Jury Václav Havel, qui récompense un film dénonçant une grave violation des droits humains ;
- Prix régionaux ;
- Prix du Jury pour les films en compétition tchèque (depuis 2017) ;
- Prix du Jury étudiant ;
- Prix du Jury enfant.

Un prix est également attribué au meilleur débat organisé après la diffusion d'un film en sélection, soutenu par la fondation Abakus.
Durant le festival, l'ONG People in Need décerne également le prix Homo Homini qui récompense le travail d'une organisation ou d'un individu qui œuvre à la promotion et à la défense des droits de l'homme dans le monde. Le prix est traditionnellement décerné lors de la cérémonie d'ouverture du festival, à Prague.

### Reprise du festival à Bruxelles
Chaque année, traditionnellement au mois d'avril, le festival est repris à Bruxelles en coopération avec le Parlement Européen,. Une sélection plus restreinte des films diffusées lors du festival en République Tchèque est projetée et suivie de débats et conférences réunissant des cinéastes, des experts, des politiques et des activistes.

## Éditions
L'édition 2009 a eu lieu du 11 au 19 mars à Prague, dans huit cinémas différents (Světozor, Divadlo Archa, Atlas, Institut français de Prague, Bibliothèque municipale, Evald, Ponrepo et Divadlo Minor). Pour les 20 ans de la Révolution de velours, l'affiche et le spot publicitaire du festival représentent l'ancien dissident et Président de la République Václav Havel s'occupant de bébés dans une maternité, avec le slogan 20 Years go you were born into Freedom. Now it is your turn. Le Prix Homo homini a été décerné lors de l'ouverture du festival au dissident chinois Liu Xiaobo pour la Charte 08.